# Хабр
Хабр (раніше — Хабрахабр) — вебсайт, який поєднує ознаки соціальної мережі і колективного блогу, створений для публікації новин, аналітичних статей, думок, пов'язаних із інформаційними технологіями, бізнесом та інтернетом.

## Історія
Заснований у червні 2006 року. Видавцем проєкту є компанія «Тематические Медиа».
За рейтингом Alexa Internet на кінець червня 2016 року, «Хабрахабр» дуже близький до ТОП-1000 найвідвідуваніших сайтів у світі.
За рейтингом компанії «Медіалогія» за I квартал 2016 року, «Хабрахабр» зайняв 17-е місце в ТОП-20 найцитованіших російських медіаресурсів галузей ІТ і Телеком.
У Хабрахабр закладена модель спільної творчості людей, спрямованої на інформаційне наповнення сайту. Користувачі пишуть в колективних та персональних блогах, публікують подкасти, проводять опитування (голосування) і спілкуються з іншими користувачами.
24 квітня 2018 року змінив назву з Хабрахабр на скорочену версію — Хабр.
У лютому 2020 змінив юрисдикцію з Росії на Кіпр.

### Заборона на політичні дискусії
З 15 грудня 2013 року заборона на політичні дискусії, яка існувала раніше, почала використовуватися більш активно. У результаті почала активно проводитися політика цензурування, насамперед пов'язана з політичними дискусіями. Так, 15 грудня 2013 року через зростаючу кількість політичних дискусій у коментарях до постів і за правилами ресурсу, що забороняють перехід до обговорення політики, адміністрація сайту закрила один із найпопулярніших блогів — «Dura Lex», який спеціалізувався на висвітленні проблем посилення законодавства в інформаційній сфері. однак через місяць із невеликим блог з усіма матеріалами було повернуто на сайт і повідомлено про посилення модерації коментарів із політичним змістом (згодом блог переведено на сайт «Мегамозг»).
Вебсайт зайняв нейтральну позицію, щодо війни в Україні.

## Карма
«Карма» користувача — це умовне значення його репутації. Вона може бути змінена іншими користувачами (і тільки ними або адміністрацією). Карма впливає на рівень привілеїв користувача.
Початковою точкою карми для нових користувачів є 0.00.
Для публікації повідомлення, необхідно мати позитивне значення карми. Таким чином новачок, який тільки зареєструвався, не має жодних прав.
Коли карма вище 5, ви можете змінити карму інших користувачів, голосування за коментарі доступне для тих, у яких значення карми дорівнює 2.00.

## Розділи

### Блоги
Система тематичних, персональних і корпоративних блогів. Кожен колективний блог складається з двох підрозділів: у першому («захабрені») транслюються схвалені користувачами дописи (хабратопіки), в другому («відхабрені») — дописи, що не сподобалися користувачам.

### Питання і Відповіді (Q&A)
З осені 2010 року був запроваджений сервіс Питань і Відповідей, аналогічний сервісам Google Answers і Ответы@Mail.Ru. У цьому розділі зареєстрований користувач може ставити питання з IT-тематики і отримувати на них відповіді від інших користувачів проєкту.

### Люди
Розділ надає статистику зареєстрованих користувачів (розподіл за країнами і регіонами, кількість зареєстрованих і активних користувачів) і включає в себе рейтинг користувачів, побудований на основі їх «хабрасили». В розділі присутній кармограф — графік, що відображає сукупну зміну показників карми користувачів.

### Компанії
Рейтинг компаній, пов'язаних зі сферою високих технологій. Основа рейтингу — оцінка користувачами тої чи іншої компанії.

### Робота
Розділ присвячений галузевим вакансіям і резюме. Всі вакансії і резюме розділені за секторами («Консалтинг, аутсорсинг», «Оптимізація сайтів», «Медіа» тощо). Вакансію може розмістити лише користувач з невід'ємною кармою.